# Семеноводческий
Семеново́дческий — посёлок в Белоглинском районе Краснодарского края России.
Входит в состав Центрального сельского поселения.

## География
Посёлок находится в 10 км (по прямой) к северо-западу от посёлка Центрального, административного центра сельского поселения.
Расположен на территории бассейна реки Плоской (приток Еи), в 23 км от районного центра, села Белой Глины.

## Население
| 2002 | 2010 |
| ---- | ---- |
| 252  | ↘239 |

## Улицы
- ул. Новая,
- ул. Школьная,
- ул. Южная.